# Самі (Сирія)
Самі (англ. Sami', араб. سميع) — поселення в Сирії, що складає невеличку друзьку общину в нохії Аль-Мазраа, яка входить до складу однойменної мінтаки Ес-Сувейда в південній сирійській мухафазі Ес-Сувейда.